# Promise of the Real

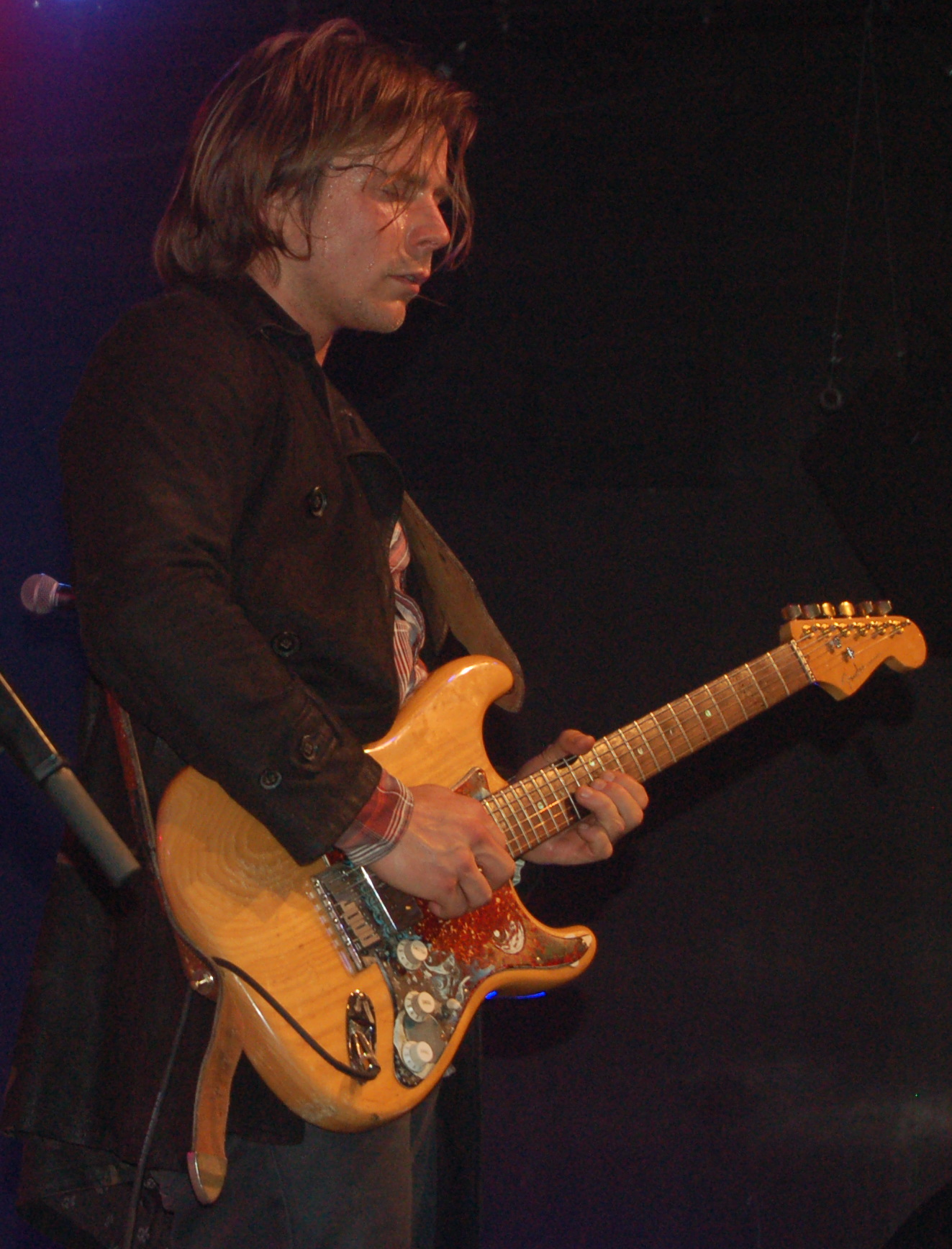
Lukas Nelson (2014).

Lukas Nelson & Promise of the Real ou Promise of the Real est un groupe californien formé de Lukas Nelson (vocaux/guitare), Anthony Logerfo (batterie), Corey McCormick (basse) et Tato Melgar (percussion). Lukas est un des fils de Willie Nelson, chanteur de country.
Le groupe a accompagné Neil Young lors de sa tournée The Monsanto Years, pendant laquelle fut enregistré l'album live Earth.

## Discographie

### Albums studio
- 2010 - Lukas Nelson & Promise Of The Real (Réédité en 2017 avec des titres bonus)
- 2012 - Wasted
- 2016 - Something Real
- 2019 - Turn Off The News (Build A Garden)
- 2021 - A Few Stars Apart
- 2023 - Sticks and Stones

### Compilations & Live
- 2012 - Live Endings (Titres enregistrés durant la tournée "Wasted 2012 Tour")
- 2020 - Naked Garden (Titres inédits et versions alternatives de l'album Turn Off The News (Build A Garden))